# Ulf Nilsson
Vous lisez un « bon article » labellisé en 2014.
Pour les articles homonymes, voir Nilsson.
Ulf Nilsson (né le 11 mai 1950 à Nynäshamn en Suède) est un joueur professionnel de hockey sur glace. Au début de sa carrière, il joue pour l'AIK IF de Stockholm dans son pays. En 1974, il rejoint l'Amérique du Nord et passe quatre saisons avec les Jets de Winnipeg dans l'Association mondiale de hockey en compagnie d'un autre suédois, Anders Hedberg, mais également du célèbre Bobby Hull. Étant une des premières vedettes européennes du hockey en terre nord-américaine, il est l'une des principales attractions de l'AMH de 1974 à 1978. Il rejoint ensuite les Rangers de New York dans la Ligue nationale de hockey pour trois saisons qui sont gâchées par des blessures. En 1981, il quitte le circuit majeur pour jouer en ligue mineure ; d'abord avec les Indians de Springfield dans la Ligue américaine de hockey puis avec les Oilers de Tulsa de la Ligue centrale de hockey.

## Biographie

### Ses débuts en Suède

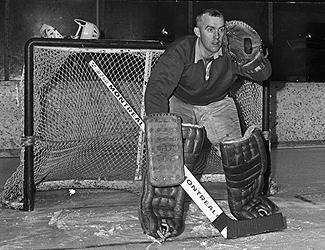
Leif Holmqvist (ici en 1968) et Nilsson jouent ensemble au sein de l'AIK entre 1967 et 1972.

Ulf Nilsson naît le 11 mai 1950 à Nynäshamn et il commence sa carrière en jouant avec le club de sa ville natale, le Nynäshamns IF qui évolue en Division 2 dans le groupe Est B en 1965-1966. L'équipe finit à la dernière place de son groupe et est reléguée en Division 3 pour la saison suivante. Après avoir passé la saison 1966-1967 à cet échelon, Nilsson fait le saut en élite suédoise et joue la saison 1967-1968 avec l'AIK IF, club de Solna dans le Comté de Stockholm, alors qu'il n'a que 17 ans. Comme beaucoup de jeunes suédois à cette époque, Nilsson joue au hockey sur glace mais également au football et il rejoint le club omnisports de l'Allmänna Idrottsklubben dans lequel son père a évolué pendant dix ans.
Le jeune Nilsson ne délaisse pas le hockey sur glace et participe à une vingtaine de rencontres en tant que centre sur l'ensemble de la saison aux côtés de joueur comme Leif Holmqvist ou encore Bert-Ola Nordlander ; l'équipe se classe finalement deuxième de Suède sur l'ensemble de la saison. Au cours de la saison, la Fédération internationale de hockey sur glace organise sa première édition du Championnat d'Europe junior moins de 19 ans. La compétition a lieu entre décembre 1967 et janvier 1968 et Nilsson connaît ses premiers matchs sur la scène internationale avec son équipe nationale, remportant pour l'occasion une médaille de bronze.
L'AIK Solna finit à la première place de la saison régulière 1968-1969 pour la poule Nord mais s'écroule lors de la deuxième phase en récoltant 4 victoires et 3 défaites en 7 rencontres pour la quatrième place du classement général. Nilsson participe une nouvelle fois au Championnat d'Europe junior au cours de la saison et inscrit 7 points alors que la Suède se classe deuxième de la compétition derrière l'URSS.
Le jeune Suédois est désormais partie prenante de l'équipe de l'AIK en participant à l'intégralité des 28 matchs joués par son équipe en 1969-1970. Même si l'équipe se classe première de la division Sud au cours de la première phase, la victoire n'est ensuite toujours pas au rendez-vous avec une cinquième place finale au classement général. Avec 20 points sur l'ensemble de la saison, Nilsson est le deuxième pointeur de son équipe. Les saisons se suivent et se ressemblent pour l'AIK qui en 1970-1971 ne parvient pas à concrétiser et finit sixième de Suède puis, en 1971-1972, le club de Solna se classe quatrième de la première phase puis huitième de la phase finale.

### Médaillé d'argent au championnat du monde 1973
Collectivement, la saison 1972-1973 est encore mauvaise pour les joueurs de l'AIK qui se classent sixièmes mais individuellement, Nilsson connaît sa meilleure saison avec un total de 36 points sur l'ensemble des deux phases, le meilleur total de son équipe. Le centre de l'AIK est sélectionné pour participer avec l'équipe de Suède au championnat du monde qui débute à Moscou fin mars. La Suède remporte quatre succès en ouverture du championnat du monde avant de connaître son premier revers contre les Soviétiques. Lors des matchs retours, les Suédois perdent encore une fois contre les joueurs locaux mais parviennent à arracher le match nul contre la Tchécoslovaquie grâce à un but du vétéran de 34 ans, Ulf Sterner, qui joue sur la même ligne que deux jeunes joueurs internationaux : Nilsson et Anders Hedberg du Djurgården Hockey. Grâce à leurs bons résultats, les Suédois finissent deuxièmes du classement général du tournoi derrière les Soviétiques, invaincus.
Sur la lancée des championnats du monde, Nilsson continue à hausser son niveau de jeu en atteignant 18 points au terme de la première partie de la saison 1973-1974. Il est ainsi sixième pointeur de la Suède, Dan Söderström de Leksands IF étant premier avec 22 points. L'AIK se classe troisième de cette première phase mais la poule finale n'est toujours pas couronnée de succès avec une nouvelle sixième place décevante. Nilsson inscrit tout de même 20 points lors de cette seconde phase, le neuvième total de points ; il est huitième au total sur l'ensemble de la Division 1.

### Arrivée avec les Jets et première saison

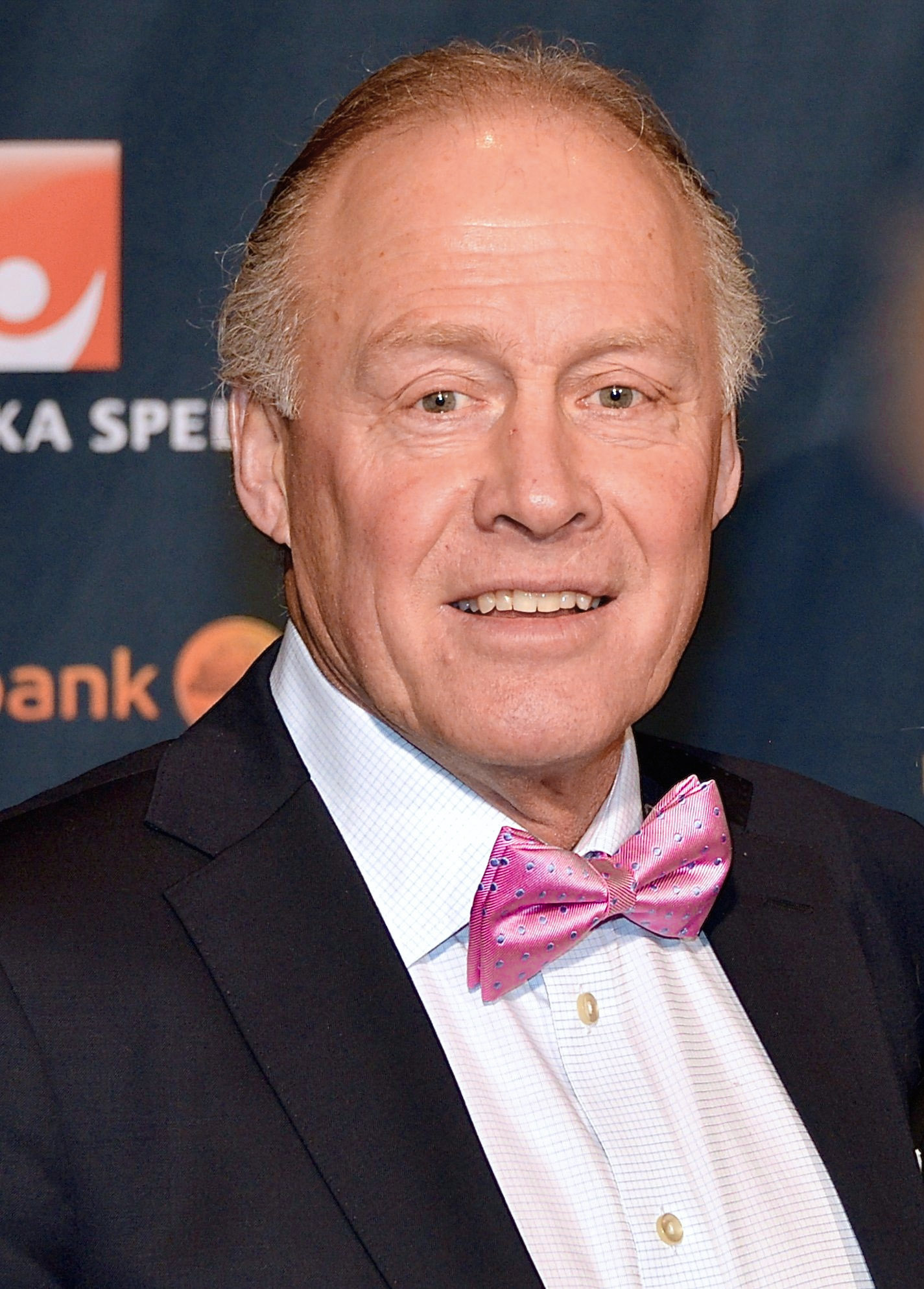
Anders Hedberg (ici en 2013) permet à Nilsson de rejoindre les Jets de Winnipeg en 1974.

Au début des années 1970, le Dr Jerry Wilson, ancien jeune joueur canadien de hockey sur glace originaire de Winnipeg, est chercheur au sein de l'institut des sports de Stockholm avec comme assistant Anders Hedberg. Wilson est contacté par un de ses amis, Billy Robinson, qui travaille alors comme recruteur en chef des Jets de Winnipeg de l'Association mondiale de hockey. Robinson demande alors à Wilson s'il a des noms de joueurs potentiels pour son équipe. Ce dernier en parle à son tour à Hedberg qui lui répond que même s'il préférerait jouer dans la Ligue nationale de hockey, il est ouvert à la discussion et propose également le nom de deux joueurs : Ulf Nilsson et Lars-Erik Sjöberg.
Les deux joueurs sont déjà suivis par des équipes de la LNH dont les Sabres de Buffalo qui ont remarqué Nilsson et leur directeur général, Punch Imlach, se rend même au championnat du monde 1974 afin de le superviser. Mais après seulement deux rencontres jouées, Nilsson est contrôlé positif à l'éphédrine et ne peut pas participer à la fin de la compétition. Hedberg est quant à lui également suivi par les Maple Leafs de Toronto mais finalement, Hedberg et Nilsson décident de rejoindre ensemble les Jets afin de ne pas découvrir chacun de leur côté un tout nouveau monde. Les deux joueurs signent un contrat d'un montant de 60 000 dollars pour deux ans. Sjöberg rejoint les Jets un peu plus tard et ces derniers décident de recruter d'autres joueurs européens ; ils signent ainsi avec deux Finlandais : Veli-Pekka Ketola et Heikki Riihiranta ainsi qu'un quatrième suédois Curt Larsson qui évolue au poste de gardien de but.
Hedberg et Nilsson sont mis sur la même ligne que la vedette des Jets, Bobby Hull, et dès leur premier entraînement ensemble, les trois joueurs s'entendent très rapidement. Alors que tout le monde, y compris le directeur général des Jets Rudy Pilous, a des doutes sur les capacités des Suédois à réussir dans l'AMH, la nouvelle ligne inscrit son premier but au bout de 41 secondes lors du premier match. Après seulement sept rencontres au début de la saison 1974-1975, Hull est meilleur pointeur du circuit avec 10 buts et 17 points et Nilsson est troisième avec 3 buts et 14 points. À la fin de la saison régulière, Hull est deuxième meilleur pointeur du circuit avec 142 points dont 77 buts contre 95 points et 53 réalisations l'année précédente. Nilsson est quatrième pointeur de la saison avec un total de 120 points, en grande partie grâce à ses 94 mentions d'assistance, deuxième plus haut total après André Lacroix, meilleur passeur et pointeur de l'AMH 1974-1975. Malgré ces très bons débuts individuels, les Jets ne parviennent pas à se qualifier pour les séries éliminatoires.
L’adaptation des deux Suédois en Amérique du Nord n'est pas facile : les joueurs adverses ne parvenant pas à les arrêter de manière régulière, ils font sur eux de nombreuses fautes et de nombreux accrochages. Au cours de l'intersaison, ils rentrent tous les deux en Suède et Hedberg pense même devoir apprendre à se battre. Finalement, à leur retour à Winnipeg, la solution vient par Ted Green, nouvellement arrivé en provenance des Whalers de la Nouvelle-Angleterre. Il leur affirme que le fait de ne pas avoir changé leur jeu à la suite des agressions adverses est la meilleure des réponses.

### Champion de l'AMH

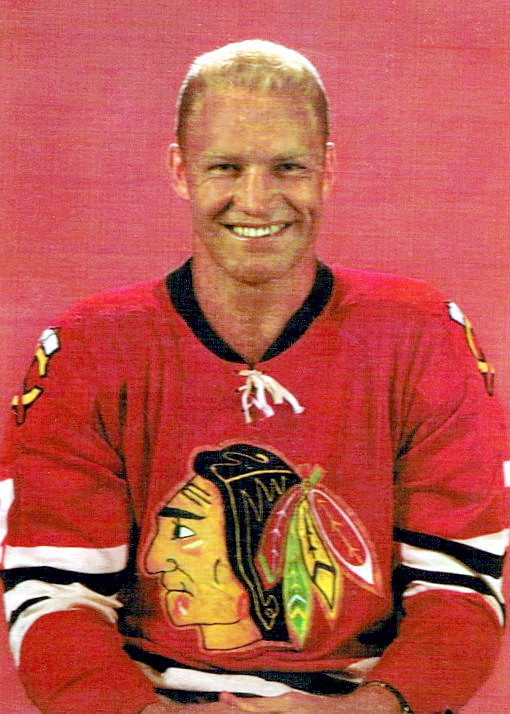
Bobby Hull (ici avec Chicago dans les années 1960) joue sur la même ligne que Nilsson et Hedberg entre 1974 et 1978.

Les Jets deviennent la première équipe sportive nord-américaine à préparer leur saison en réalisant une tournée de neuf rencontres en Europe dont une victoire contre l'équipe nationale de Suède. À la fin de la saison régulière, les Jets finissent premiers de l'AMH avec 106 points, à égalité avec les Aeros de Houston. Hull est toujours le meilleur joueur de son équipe avec 123 points, devant Nilsson, 114 points, et Hedberg, 105 points. Grâce à son bon classement, l'équipe des Jets est exemptée du premier tour des séries 1976. Elle bat en quart de finale les Oilers d'Edmonton 4 rencontres à 0 puis élimine les Cowboys de Calgary en cinq rencontres. La finale de la Coupe Avco oppose les deux meilleures formations de la saison régulière : les Jets et les Aeros mais également les deux vedettes de l'AMH, Hull et Gordie Howe. Howe et les Aeros sont double champions en titre et même si tout le monde s'attend à une finale disputée, il ne faut que quatre matchs aux joueurs de Winnipeg pour remporter leur première Coupe Avco, le dernier match se terminant par une victoire 9-1 des Jets. Avec 26 points en 13 rencontres, Nilsson est le meilleur pointeur des séries grâce à notamment 19 mentions d'assistance. Il est désigné meilleur joueur des séries et reçoit le trophée qui le récompense. Il est également nommé dans la première équipe d'étoiles de la saison, une sélection qui compte également ses coéquipiers Hedberg et le gardien de but Joe Daley, tandis que Hull se trouve dans la seconde.
À la suite de cette saison, les contrats des deux joueurs suédois arrivent à échéance et ils signent une prolongation pour cinq nouvelles saisons avec une possibilité de quitter l'équipe après deux ans. Avant le début de la saison, ils participent avec l'équipe nationale suédoise à la Coupe Canada 1976 où les Suédois finissent quatrièmes. Dans le même temps, l'AMH passe de 14 à 12 équipes pour la saison 1976-1977 et les formations restantes sont regroupées dans deux divisions, les Jets rejoignant la division Ouest. Hull ne joue que 34 rencontres au cours de cette saison après s'être blessé au cours d'un match de préparation. Anders Hedberg et Ulf Nilsson prennent le relais en finissant deuxième et troisième du classement des pointeurs. Les Jets terminent deuxièmes de la division de l'Ouest et ont du mal à se débarrasser des Mariners de San Diego lors du premier tour des séries. Il leur faut en effet sept rencontres se qualifier puis six de plus pour battre les Aeros de Houston. Ils perdent ensuite en finale contre les Nordiques de Québec, toujours en sept rencontres,. À titre individuel, Nilsson est une nouvelle fois retenu parmi les meilleurs joueurs de la ligue avec une place dans la seconde équipe d'étoiles de la saison.
Les belles années de l'AMH sont désormais derrière elle et quatre équipes de plus arrêtent l'aventure pour la saison 1977-1978. Avec seulement huit équipes, une poule unique est mise en place. Les Jets de Winnipeg se renforcent avec l'ajout de Kent Nilsson, originaire de Nynäshamn comme Ulf Nilsson. L'équipe se classe première de la saison régulière avec 102 points contre 93 pour les deuxièmes, les Whalers. Le classement des meilleurs pointeurs est dominé par deux joueurs des Nordiques, Marc Tardif et Réal Cloutier mais derrière, les trois joueurs suivants jouent avec Winnipeg : Ulf Nilsson, 126, Hedberg, 122, et enfin Hull auteur 117 points dont 46 buts ; Kent Nilsson compte également plus de 100 points avec un total de 107. Au cours de la saison, les Jets se permettent même de battre au cours d'un match amical l'équipe soviétique 5-3 avec deux buts et deux aides comptés par Ulf Nilsson. Le lendemain du match, la direction des Rangers de New York de la LNH se rend à Winnipeg afin de discuter d'un avenir commun avec les deux Suédois. Même si les Jets affirment qu'ils renchériront par-dessus une offre des Rangers, il devient rapidement évident qu'ils n'auront pas les moyens de conserver les deux joueurs. Petit à petit, il apparaît même que sur les 21 équipes de la LNH, 18 ont des vues sur les Suédois et des propositions avoisinant le demi-million de dollars par joueur et par an sont faites. Finalement les Rangers proposent des contrats à 600 000 dollars par an et en mars, les deux parties signent pour la saison suivante.
Malgré ces tractations, les matchs continuent et les Jets jouent le premier tour des séries 1978 contre les Bulls de Birmingham qu'ils éliminent en cinq rencontres. Ils jouent la finale contre les Whalers de la Nouvelle-Angleterre, la nouvelle équipe emmenée par la famille Howe : Gordie, Mark et Marty. Les Jets remportent une deuxième Coupe Avco sans concéder la moindre défaite contre les Whalers 4-0, la dernière victoire se solde sur le score de 5-3, avec 3 mentions d'assistance par Ulf Nilsson. La domination des Jets et l'impact de leurs Suédois en particulier se traduisent dans les sélections de fin de saison avec les présences de Nilsson, Hedberg et Sjöberg dans la première équipe d'étoiles ainsi que celles de Hull et Barry Long dans la seconde. L'histoire entre les Jets d'un côté et Nilsson et Hedberg de l'autre est cependant terminée alors que les deux Suédois quittent le Canada pour rejoindre l'état de New York. Nilsson est mis en avant en étant désigné le meilleur suédois au hockey sur glace à l'échelle de tous les championnats ; il reçoit alors le Trophée viking. Au cours de son passage en AMH, Nilsson a également pris part à trois Matchs des étoiles de la ligue en 1975, 1976 et 1977,,.

### Des saisons compliquées avec les Rangers
Nilsson et Hedberg débutent ainsi une nouvelle aventure pour la saison 1978-1979 dans la Ligue nationale de hockey. Les débuts se passent bien pour les deux joueurs et au bout de 58 rencontres, Nilsson compte déjà 65 points et est alors le meilleur pointeur de son équipe. Le 25 février 1979, les Rangers jouent contre les Islanders de New York et après un but des Islanders, les Rangers reviennent au score par Hedberg sur une assistance de Nilsson. Denis Potvin des Islanders réalise une mise en échec sur le Suédois sur un côté de la patinoire mais le patin de Nilsson se prend dans une crevasse de la glace. Tout le poids du défenseur des Islanders se porte sur la jambe et la cheville de Nilsson qui se casse sur le coup. Nilsson manque la fin de la saison régulière mais finit tout de même quatrième meilleur pointeur pour son équipe, Hedberg étant premier avec 79 points. Les Rangers passent tous les tours des séries, en éliminant même les Islanders en demi-finale, pour jouer la finale contre les Canadiens de Montréal, triple champion en titre de la Coupe Stanley. Après avoir manqué tout le début des séries éliminatoires de la Coupe Stanley 1979, Nilsson revient pour la finale où les joueurs de Montréal ne concèdent qu'une défaite et gagnent la Coupe Stanley 4 matchs à 1 ; Nilsson, pour sa part, ne participe finalement qu'aux deux premiers matchs de la finale, sa blessure refaisant surface.
Ulf Nilsson revient au jeu pour la saison suivante mais encore une fois, il ne joue pas la totalité des matchs de la saison, manquant 30 rencontres en raison d'une blessure au nerf spinal. Il participe tout de même à l'intégralité des matchs des séries éliminatoires où les Rangers battent les Flames d'Atlanta au premier tour avant de chuter contre les Flyers de Philadelphie 4-1 au tour suivant. Au cours des neuf matchs auxquels il participe, Nilsson comptabilise six points en six passes décisives.
La saison 1980-1981 de Nilsson est une nouvelle fois gâchée par une blessure : il manque ainsi encore une fois une trentaine de rencontres après s'être cassé le bras. Le Suédois est de retour en forme pour les séries 1981 alors que son équipe se qualifie avec la 14e place. Nilsson aide les Rangers à surprendre les Kings de Los Angeles au premier tour 3 matchs à 1 en inscrivant 5 buts et 3 passes décisives. Les Rangers continuent sur leur lancée et prennent également le dessus sur les Blues de Saint-Louis qu'ils battent 4 matchs à 2 ; Nilsson ajoute huit points à son compteur lors de cette série. La belle histoire des Rangers s'arrête en demi-finale de la Coupe alors que l'équipe est battue 4-0 par les Islanders,. Nilsson totalise 16 points lors de ces séries ; il est le deuxième meilleur de son équipe, un point derrière Ron Duguay et à égalité avec Hedberg.

### Fin de carrière et après carrière
Nilsson participe avec l'équipe de Suède à la Coupe Canada 1981 mais subit une nouvelle blessure en se déchirant des ligaments au niveau d'un genou contre le Canada. Il se fait opérer quelques jours après alors que les Rangers mettent à l'essai pendant quelque temps Bobby Hull. Au début, la convalescence n'est censée durer que quelques semaines mais le temps passe et Nilsson ne revient toujours pas au jeu. Il manque finalement l'intégralité de la saison 1981-1982 de la LNH, ne participant qu'à deux rencontres dans la Ligue américaine de hockey avec les Indians de Springfield.
À l'aube de la saison 1982-1983, le vétéran suédois est confiant dans sa capacité à jouer une nouvelle saison au plus haut niveau mais rapidement il déchante : après seulement dix rencontres, il se blesse une nouvelle fois au genou. Les Rangers décident de l'envoyer jouer quelques matchs dans la Ligue centrale de hockey avec les Oilers de Tulsa pour se remettre en forme mais il n'y joue que trois matchs avant d'arrêter sa saison. Il annonce finalement fin mai 1983 mettre un terme à sa carrière : en cinq saisons, il a participé à 170 rencontres de saison régulière et en a manqué 230. Il déclare alors avoir joué à moitié blessé depuis plusieurs années et il ne supporte plus la douleur. Il parvient rapidement à se reconvertir et prend un poste de commercial pour la marque de bière suédoise, Pripps. Il reste ainsi vivre à New York avec son épouse, Barbro, et leurs trois enfants nés entre 1975 et 1979. Le couple rentre en Suède en 1999 après 25 ans en Amérique du Nord.

## Statistiques

### Statistiques en club
| Saison     | Équipe                 | Ligue      |     | Saison régulière | Saison régulière | Saison régulière | Saison régulière | Saison régulière |    | Séries éliminatoires | Séries éliminatoires | Séries éliminatoires | Séries éliminatoires | Séries éliminatoires |
| Saison     | Équipe                 | Ligue      | PJ  | B                | A                | Pts              | Pun              | PJ               | B  | A                    | Pts                  | Pun                  |                      |                      |
| 1967-1968  | AIK IF                 | Division 1 | 12  | 1                | 1                | 2                | -                | 7                | 1  | 0                    | 1                    | 0                    |                      |                      |
| 1968-1969  | AIK IF                 | Division 1 | 8   | 2                | 4                | 0                | 6                | 7                | 1  | 3                    | 4                    | 4                    |                      |                      |
| 1969-1970  | AIK IF                 | Division 1 | 14  | 6                | 6                | 12               | 10               | 14               | 5  | 3                    | 8                    | 2                    |                      |                      |
| 1970-1971  | AIK IF                 | Division 1 | 14  | 10               | 3                | 13               | 6                | 14               | 2  | 4                    | 6                    | 8                    |                      |                      |
| 1971-1972  | AIK IF                 | Division 1 | 14  | 5                | 6                | 11               | 2                | 8                | 5  | 1                    | 6                    | 2                    |                      |                      |
| 1972-1973  | AIK IF                 | Division 1 | 14  | 11               | 7                | 18               | 4                | 14               | 10 | 8                    | 18                   | 23                   |                      |                      |
| 1973-1974  | AIK IF                 | Division 1 | 14  | 9                | 9                | 18               | 32               | 15               | 14 | 6                    | 20                   | 26                   |                      |                      |
| 1974-1975  | Jets de Winnipeg       | AMH        | 78  | 26               | 94               | 120              | 79               |                  |    |                      |                      |                      |                      |                      |
| 1975-1976  | Jets de Winnipeg       | AMH        | 78  | 38               | 76               | 114              | 84               | 13               | 7  | 19                   | 26                   | 6                    |                      |                      |
| 1976-1977  | Jets de Winnipeg       | AMH        | 71  | 39               | 85               | 124              | 89               | 20               | 6  | 21                   | 27                   | 33                   |                      |                      |
| 1977-1978  | Jets de Winnipeg       | AMH        | 73  | 37               | 89               | 126              | 89               | 9                | 1  | 13                   | 14                   | 12                   |                      |                      |
| 1978-1979  | Rangers de New York    | LNH        | 59  | 27               | 39               | 66               | 21               | 2                | 0  | 0                    | 0                    | 2                    |                      |                      |
| 1979-1980  | Rangers de New York    | LNH        | 50  | 14               | 44               | 58               | 20               | 9                | 0  | 6                    | 6                    | 2                    |                      |                      |
| 1980-1981  | Rangers de New York    | LNH        | 51  | 14               | 25               | 39               | 42               | 14               | 8  | 8                    | 16                   | 23                   |                      |                      |
| 1981-1982  | Indians de Springfield | LAH        | 2   | 0                | 0                | 0                | 0                |                  |    |                      |                      |                      |                      |                      |
| 1982-1983  | Rangers de New York    | LNH        | 10  | 2                | 4                | 6                | 2                |                  |    |                      |                      |                      |                      |                      |
| 1982-1983  | Oilers de Tulsa        | LCH        | 3   | 2                | 1                | 3                | 4                |                  |    |                      |                      |                      |                      |                      |
| Totaux AMH | Totaux AMH             | Totaux AMH | 300 | 140              | 344              | 484              | 341              | 42               | 14 | 53                   | 67                   | 51                   |                      |                      |
| Totaux LNH | Totaux LNH             | Totaux LNH | 170 | 57               | 112              | 169              | 85               | 25               | 8  | 14                   | 22                   | 27                   |                      |                      |

### Statistiques en équipe nationale
| Année | Équipe | Compétition                 |    | PJ | B | A | Pts | Pun                |  | Résultat |
| 1968  | Suède  | Championnat d'Europe junior |    |    |   |   | 10  | Médaille de bronze |  |          |
| 1969  | Suède  | Championnat d'Europe junior | 5  | 4  | 3 | 7 | 8   | Médaille d'argent  |  |          |
| 1973  | Suède  | Championnat du monde        | 10 | 5  | 3 | 8 | 4   | Médaille d'argent  |  |          |
| 1974  | Suède  | Championnat du monde        | 2  | 0  | 0 | 0 | 0   | Médaille de bronze |  |          |
| 1976  | Suède  | Coupe Canada                | 5  | 1  | 1 | 2 | 6   | Quatrième place    |  |          |
| 1981  | Suède  | Coupe Canada                | 4  | 1  | 2 | 3 | 2   | Cinquième place    |  |          |

## Trophées et honneurs personnels
- Coupe Avco : 1976 et 1978
- Meilleur joueur des séries de l'AMH : 1976
- Première équipe d'étoiles de l'AMH : 1976 et 1978
- Seconde équipe d'étoiles de l'AMH : 1977
- Match des étoiles de l'AMH : 1975, 1976 et 1977
- Trophée viking du meilleur joueur suédois : 1977-1978